# Fidenas
Fidenas (en latín Fidenae) fue una antigua ciudad del Lacio, situada aproximadamente a 8 kilómetros al norte de Roma en la Vía Salaria, en el lugar en que ésta corría junto al río Tíber. La ciudad se hallaba en una posición estratégica, en la encrucijada donde se encontraban la ruta comercial que entre Roma y los sabinos, y la ruta comercial que enlazaba Etruria con las ciudades griegas de la Campania. Era conocida por la fertilidad de sus tierras, debida a la cercanía del río Tíber.

## Historia
Fue durante mucho tiempo la frontera septentrional del territorio romano, y estuvo a menudo bajo el dominio de Veyes, la ciudad etrusca enemiga de Roma. Se cree que cayó bajo el yugo de la República romana después de la caída de Veyes, y algunos autores clásicos hablan de Fidenas como de un lugar casi deshabitado en aquella época. Parece, sin embargo, haber conservado cierta importancia como estación de posta.

Antiguos pueblos de Italia central, siglo a. C. Se observa Fidenas al norte de Roma.

La lucha entre Fidenas y los romanos se prolongó durante cerca de cuatro siglos, viéndose Fidenas envuelta en las continuas guerras de Roma contra la etrusca Veyes. En 474 a. C. la ciudad fue ocupada por primera vez por los romanos, que instalaron en ella una guarnición. En el 438 a. C., Fidenas expulsó a la guarnición romana y se alió a los faliscos y los etruscos contra los romanos. La guerra fue cruenta y se resolvió en 435 a. C. con la destrucción y la captura de Fidenas por los romanos, que redujeron a la esclavitud a todos sus habitantes.
La localización de la acrópolis de la ciudad antigua se puede situar probablemente en la colina en que se alza actualmente la Villa Spada, aunque no se han hallado restos de edificios o defensas que lo prueben con certeza. Se han encontrado tumbas de la época prerromana en la pendiente norte de la colina.
Más tarde, Fidenas fue reconstruida sobre la pendiente oriental de la colina, a lo largo de la Vía Salaria. Su curia, con una inscripción del Senatus Fidenatium dedicada al emperador Marco Aurelio, fue descubierta en 1889, junto a los restos de otros edificios. 
Suetonio y Tácito narran el derrumbe del anfiteatro de madera de Fidenas en el año 27, que causó la muerte de cerca de veinte mil personas de un total de cincuenta mil espectadores, y que fue recordado como uno de los peores desastres causados por el hundimiento de un teatro en la época romana.